# 滑跳起飛甲板

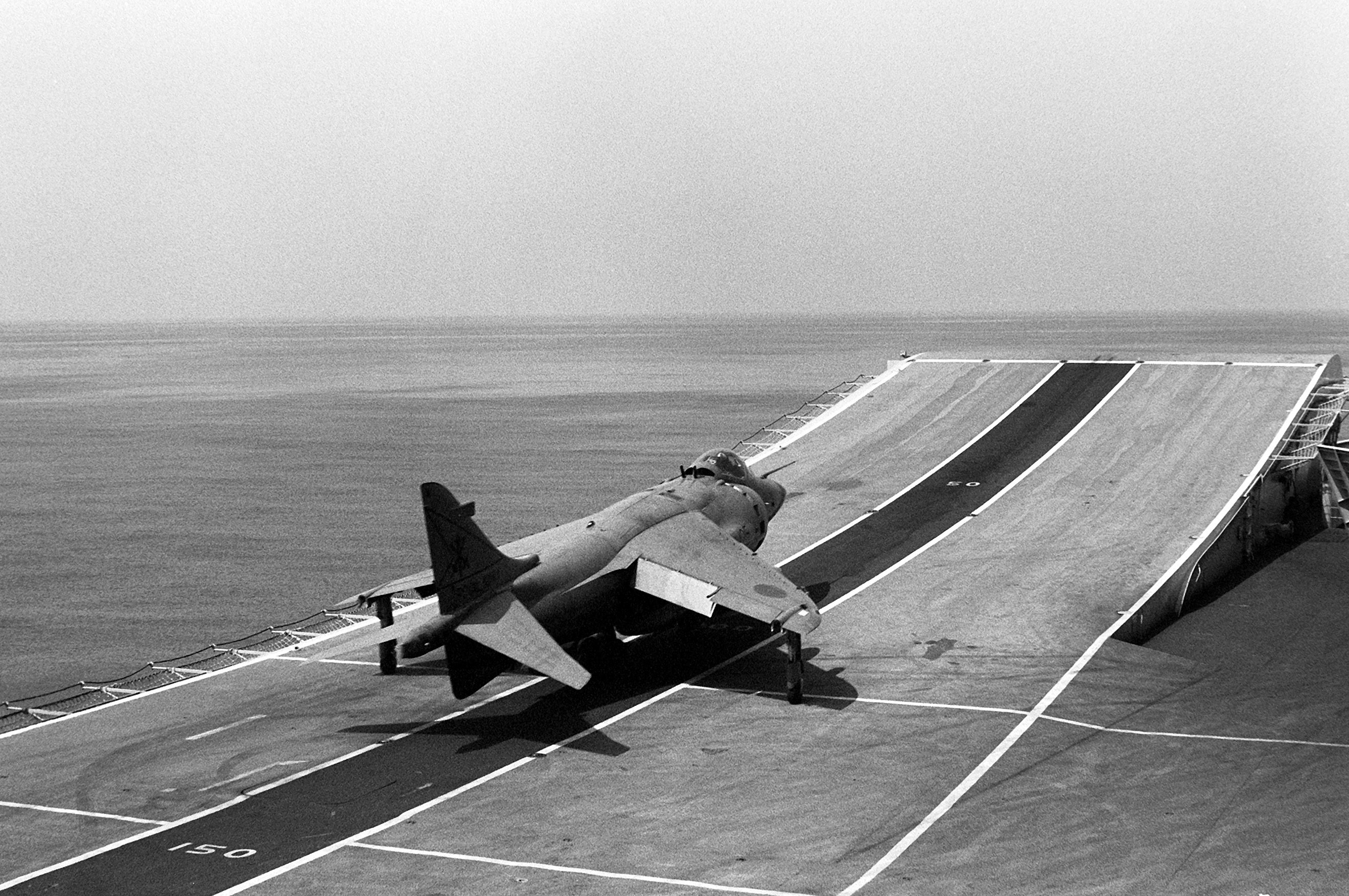
正使用無敵級航空母艦艦艏的滑跳起飛甲板升空的英國皇家海軍海鷂戰鬥攻擊機

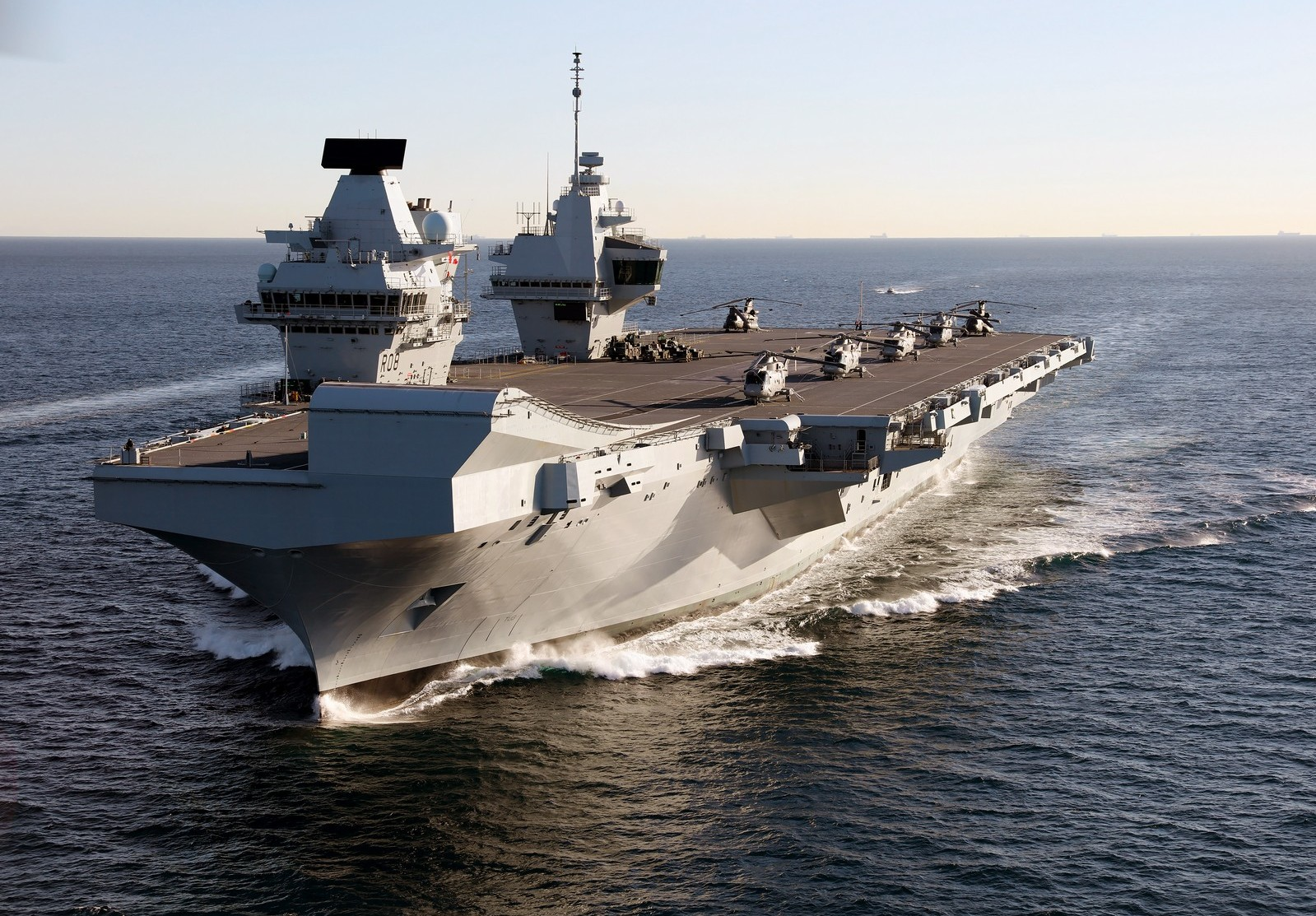
英國皇家海軍伊麗莎白女王級航空母艦艦艏的滑跳起飛甲板

滑跳起飛甲板或滑跃式甲板是由英國人發明的一种航空母舰上的飞行甲板，在短距起飞阻拦回收（STOBAR）设计的航母中十分常见。其原理是将舰首的甲板跑道建造成一个向上弯起的斜坡，仰角為4至15度不等，目的是要让固定翼飞机飞离甲板时会因其跑道的支持力產生一個垂直向上的矢量赋予飞机更长的滞空时间，以便其通过自身航空发动机的加速最终获得足够升力保持飞行。相比于让飞机从完全平直的甲板末端飞离（相当于做平抛运动），在没有飞机弹射器的情况下，滑跳起飞甲板仰角抛物的原理更容易让艦載機成功起飞。

## 簡史
第二次世界大戰時的航空母艦沒有彈射器，即使有但也不常用而是作為緊急升空之用，當時的艦載機都是自己從飛行甲板的艦尾方向滑行至艦首方向，這樣艦載機的載彈量不足，就拿偷襲珍珠港的日軍艦載機來說，每架九七式艦上攻擊機/九九式艦上爆擊機都祇能載一個魚雷或炸彈，如果要進行杜立特炸東京也就是把B-25中型轟炸機從航空母艦上起飛是很麻煩的，二戰後，艦載機的載彈量和自身重量大幅增加，若沿用二戰時的起飛方法已不可行，於是出現了彈射器。
但彈射器結構複雜而且價錢昂貴，於是在上世紀70年代開始，英國人就進行了滑跳起飛甲板的研究。

## 應用

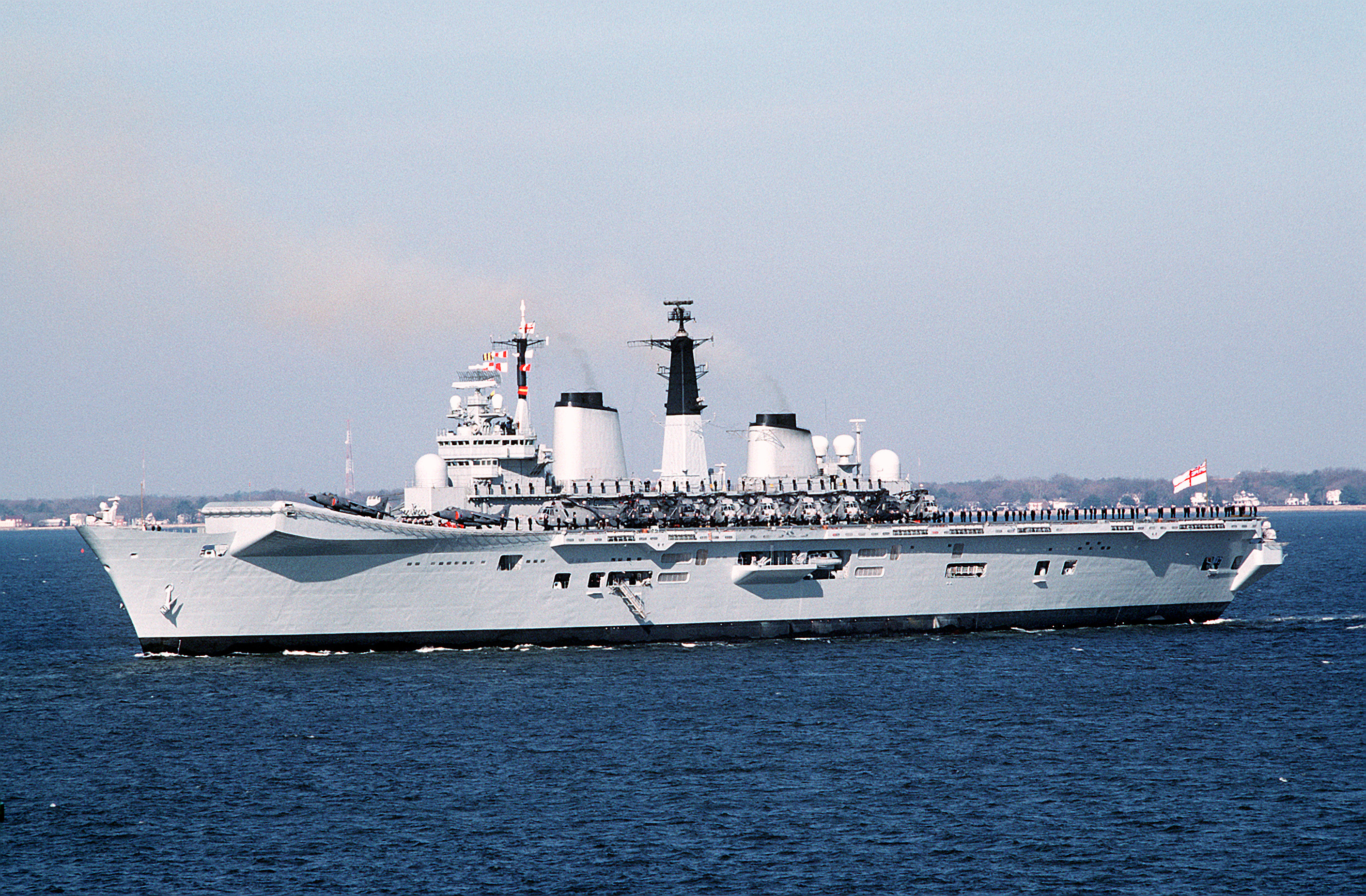
首先使用滑跳起飛甲板的英國無敵級航空母艦

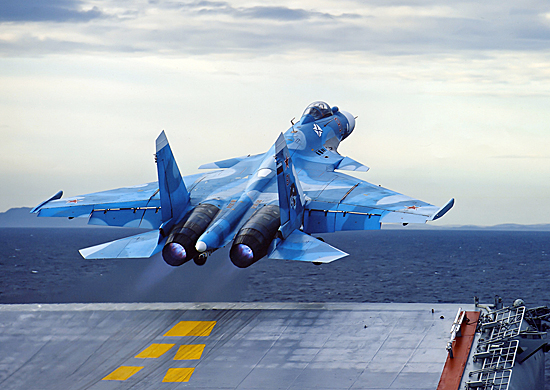
正在用滑跳起飛甲板起飛的俄國海軍Su-33戰鬥機

英國無敵級航空母艦是首先採用了滑跳起飛甲板去幫助其海鷂式戰鬥機起飛，其向上角度在首兩艘航空母艦也就是無敵號和光輝號是7度，而第三艘皇家方舟號就改為12度。
之後前蘇聯/俄國的庫茲涅佐夫元帥級航空母艦和由此衍生而來的中國遼寧號和山东号航空母舰也採用滑跳起飛甲板去幫助Su-33戰鬥機/歼-15戰鬥機起飛，這證明了滑跳起飛甲板也可幫助一般艦載機起飛。

## 優點
- 結構簡單
- 成本低價
- 技術難度低

## 缺點
- 其起飛重量有限制，需減少載彈量。
- 一些使用螺旋槳推動的艦載預警機，由於飛機本身推力不足，難以用滑跳飛行甲板起飛，這樣祇能用直昇機作為預警機

## 使用的航空母艦

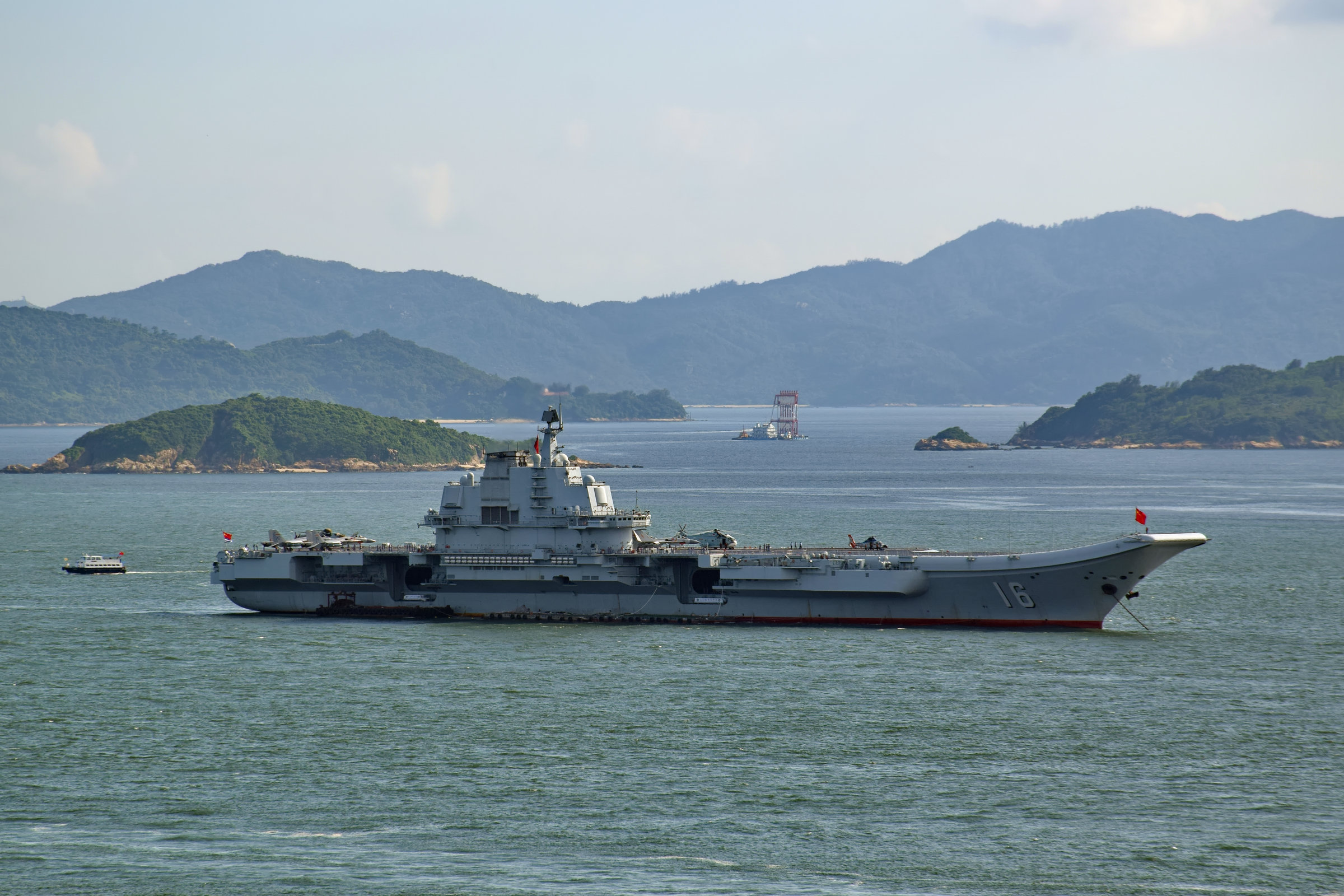
使用滑跳飛行甲板的中國人民解放軍海軍遼寧號航空母艦

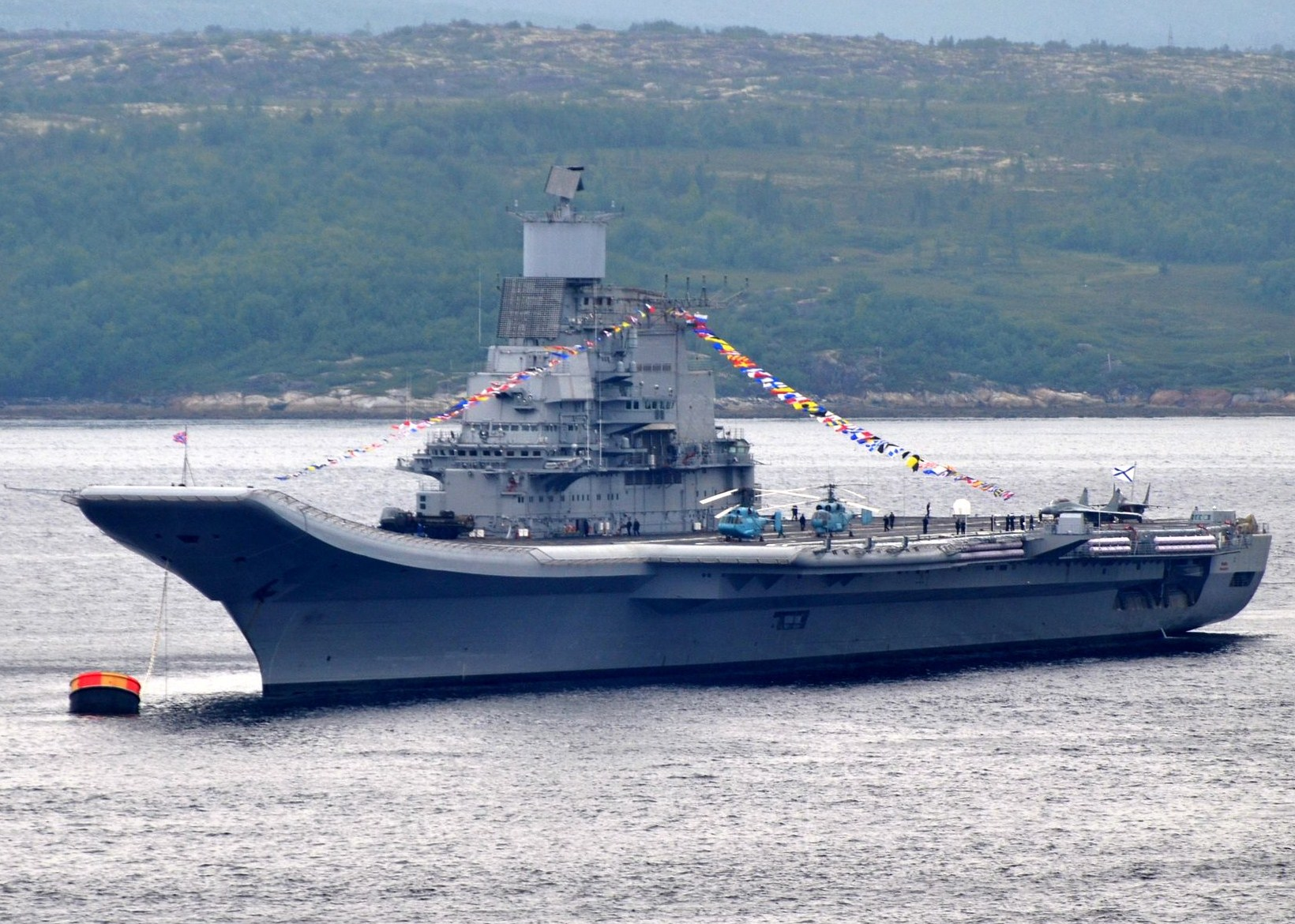
加裝滑跳飛行甲板的印度海軍超日王號航空母艦

- 英国
  - 伊莉莎白女王級航空母艦
  - 無敵級航空母艦（已退役）
- 俄羅斯
  - 庫茲涅佐夫蘇聯海軍元帥號航空母艦
  - 烏里揚諾夫斯克号航空母艦（已取消）
- 中国
  - 山東號航空母艦
  - 遼寧號航空母艦
- 印度
  - 維克蘭特號航空母艦 (IAC-I)
  - 維克拉馬蒂亞號航空母艦
  - 維拉特號航空母艦（已退役）
  - 維克蘭特號航空母艦 (R11)（已退役）
- 義大利
  - 第里雅斯特級兩棲突擊艦
  - 加富尔号航空母舰
  - 加里波底號航空母艦
- 西班牙
  - 胡安·卡洛斯一世号戰略投射艦
  - 阿斯圖里亞斯親王號航空母艦（已退役）
- - 堪培拉级两棲攻击舰
- 土耳其
  - 阿纳多卢号两栖攻击舰
- 泰國
  - 查克里·納呂貝特號航空母艦

## 使用滑跳起飛的艦載機

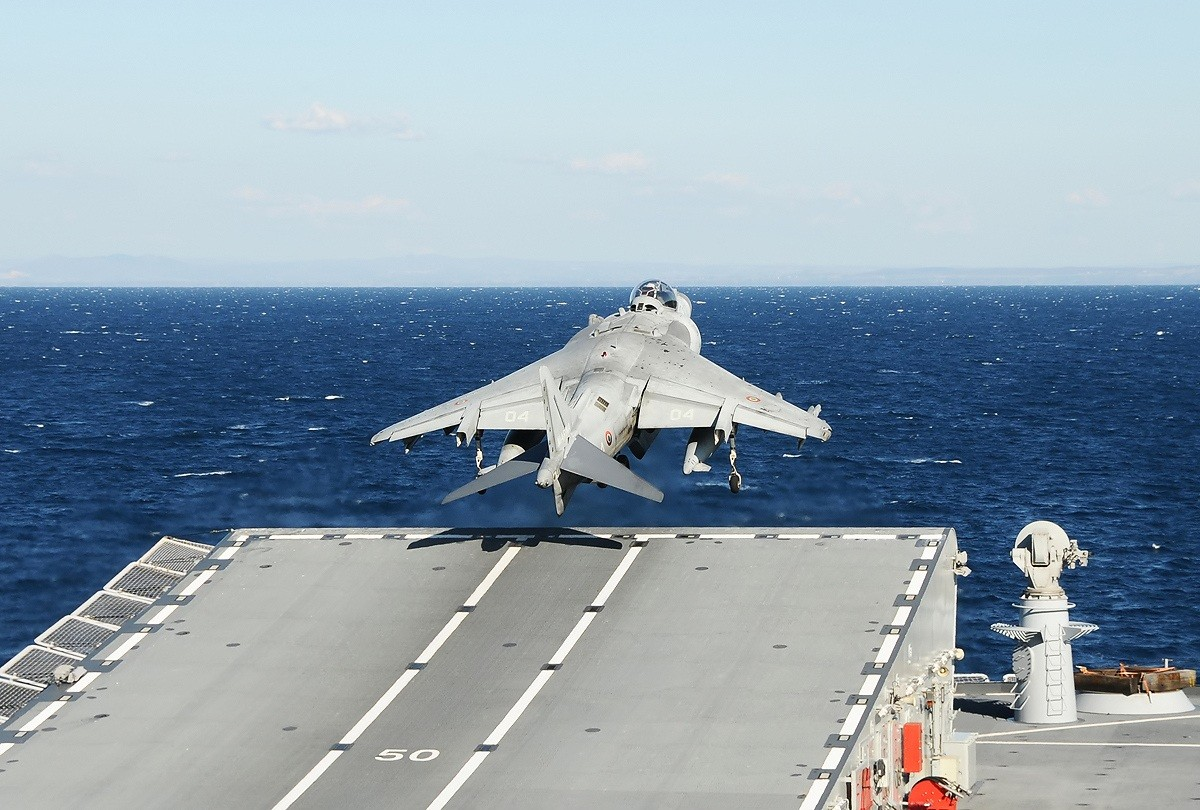
一架正從意大利加富爾號航空母艦的滑跳飛行甲板起飛的AV-8B鷂II式戰鬥機

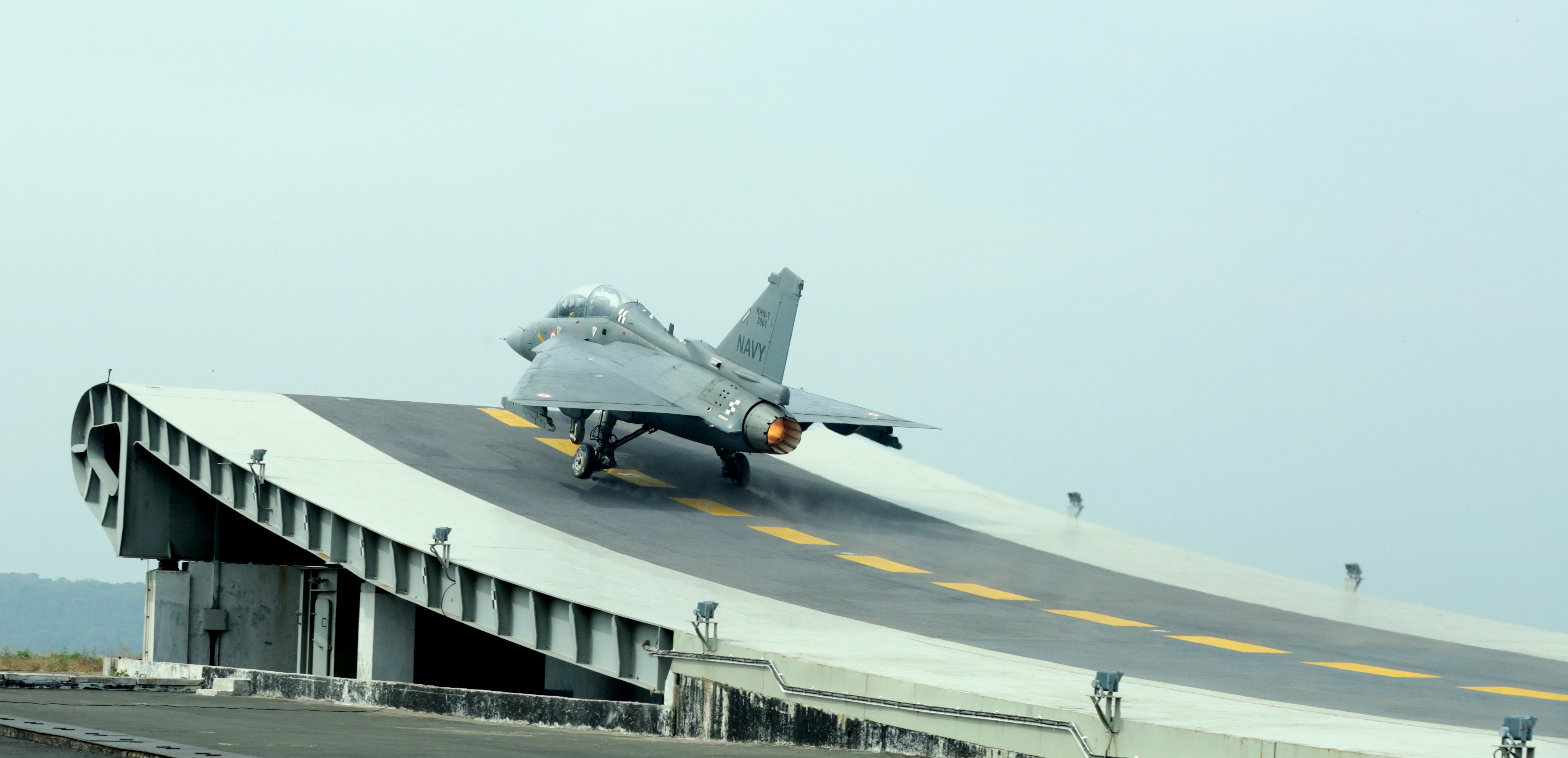
正進行滑跳起飛測試的印度光輝海軍型戰鬥機

- 鷂式GR3/AV-8S
- 海鷂戰鬥攻擊機
- AV-8獵鷹II式攻擊機
- Su-33戰鬥機
- 歼-15戰鬥機
- 米格-29K战斗机
- F-35B戰鬥機
- 光輝海軍型戰鬥機